# 平岡和徳
平岡 和徳（ひらおか かずのり、1965年7月27日 - ）は、熊本県下益城郡松橋町（現・宇城市）出身の元サッカー選手、サッカー指導者。

## 略歴
小学生時代より将来を嘱望された選手であり、熊本県松橋中学から帝京高等学校へサッカー留学。
3年生の時には主将としてFWの前田治やMFの広瀬治らと共に、1983年度全国高校サッカー選手権において3度目の全国制覇を果たした。清水東高校との決勝戦において前田治の決勝点となるアシスト（左サイドからのクロス）をした。
1984年に筑波大学へ進学。4年生の時には主将を務め、副主将の長谷川健太と共に1987年の総理大臣杯準優勝、4年ぶり6度目の関東大学リーグ制覇に貢献し名門復活の足掛りを築いた（元日本代表の中山雅史、井原正巳は2年後輩にあたる）。大学卒業時には日本サッカーリーグのクラブからオファーを受けるが、これを固辞し、恩師である古沼貞雄（元帝京高校監督）と同じ指導者の道を歩む事になった。これは熊本から帝京高校へ越境入学する際、教師である父親と、卒業後は筑波大へ進学し熊本に教員として戻ると約束していたためである。
大学卒業と同時に地方公務員として県立高校教員となり、1988年から熊本県立熊本商業高等学校サッカー部監督を務めていたが、1993年に熊本県立大津高等学校に異動し同校のサッカー部監督に就任。これまで多くのJリーガーを輩出し、2006年のワールドカップ・ドイツ大会には巻誠一郎を日本代表として送り出している。
2015年から日本サッカー協会技術委員会に在籍。日本オリンピック委員会強化スタッフ。
2017年4月宇城市教育長に就任。
2018年9月29日放映の『世界一受けたい授業』に出演。
娘(長女)は熊本放送（RKK）アナウンサーの平岡夏希、娘婿は熊本朝日放送（KAB）アナウンサーの内原健文。

## 関連書籍
「凡事徹底――九州の小さな町の公立高校からJリーガーが生まれ続ける理由」井芹貴志著　(2017年)内外出版社

## DVD
- 大津高校サッカー部監督 平岡和徳の勝率を上げる100分トレーニング（2015年） ティアンドエイチ株式会社